# Simon Anholt
Simon Anholt (sinh năm 1961) là một cố vấn chính sách độc lập mà đã từng làm việc với trên 50 quốc gia để giúp đỡ phát triển và thành hình những chiến lược để nâng cao những hoạt động chung với các quốc gia khác về kinh tế, chính trị và văn hóa. Những chiến lược này tiêu biểu cho những lãnh vực về tiếng tăm và đặc tính quốc gia, ngoại giao công cộng, việc tranh đua về kinh tế, chính sách văn hóa và quan hệ văn hóa, hội nhập địa phương, đẩy mạnh việc xuất khẩu, du lịch, chính sách giáo dục, di dân, những lãnh vực liên quan đến chính sách xã hội, an ninh và phòng thủ, đầu tư ngoại quốc trực tiếp, phát triển bền vững, lôi cuốn tài năng và những sự kiện quốc tế chính.
Ông ta nổi tiếng là một trong những nhà tư tưởng và thực hành về những hoạt động nhân loại hàng đầu thế giới về các hoạt động nhân loại trên mức độ rộng lớn. Những việc làm của ông trên 30 năm qua tập trung vào việc tạo ra những lãnh vực và hợp tác mới, đo lường, thấu hiểu và ảnh hưởng những quan điểm, văn hóa và hoạt động trên mức độ toàn cầu. Nó đã được diễn tả trong bài diễn văn kết thúc của ông trong lễ khai mạc kỳ họp thủ hiến các quốc gia thuộc Commonwealth Heads được tổ chức tại Malta vào tháng 11 năm 2015, trước sự hiện diện của nữ hoàng Anh và 50 vị đứng đầu chính phủ.
Ông cũng là người sáng lập Chỉ số quốc gia tốt mà được khai mạc bằng bài nói chuyện ở TED  vào tháng 6 năm 2014. Simon Anholt cũng là người đặt ra "đứng hàng đầu" "chủ mưu" những từ như thương hiệu quốc gia (Nation Branding) và Place Branding, cũng như viết về khái niệm và lãnh vực nghiên cứu và thực hiện nó. Ông cũng là người sáng lập và ấn hành những nghiên cứu hàng năm toàn cầu: Anholt-GfK Roper chỉ số Nation Brands, chỉ số Anholt-GfK Roper City Brands và chỉ số Anholt-GfK Roper State Brands, 3 lãnh vực điều tra chính mà dùng một ban hội thẩm gồm 30.000 người tại 25 nước để quan sát nhận thức toàn cầu của 50 quốc gia, 50 thành phố và 52 bang của Hoa Kỳ.